# Jan Posteiner
Árpád Posteiner (Salgótarján, 12 ottobre 1897 – Miskolc, 8 ottobre 1971) è stato un calciatore ungherese, di ruolo terzino.
Era conosciuto in Italia come Jan, ma Jan era solo un soprannome utilizzato per tutti i documenti italiani, compresi i cartellini e i tesseramenti FIGC, per semplificare la grafia ungherese.

## Carriera
Arriva in Italia con l'ex compagno di club Károly Csapkay dopo 36 interminabili ore di viaggio. Il giorno dopo, ancora stanco, viene inserito in difesa al posto del suo abituale ruolo di centromediano e la Libertas stravince l'amichevole contro l'Itala Ausonia per 11 a 0.
Ha giocato per Libertas Firenze e Fiorentina.
A seguito delle limitazioni al tesseramento dei calciatori stranieri imposte dalla Carta di Viareggio (due soli stranieri tesserabili e uno solo poteva scendere in campo per partita) è costretto a tornare in Ungheria dove terminerà la propria carriera calcistica a Miskolc.